# Arzos Peak
Der Arzos Peak (englisch; bulgarisch връх Арзос wrach Arsos) ist ein spitzer, felsiger und 1970 m hoher Berg im westantarktischen Ellsworthland. In der nördlichen Sentinel Range im Ellsworthgebirge ragt er 10,4 km südwestlich des Mount Crawford, 10,22 km westlich des Mount Dawson, 15 km nordwestlich des Mursalitsa Peak und 18,65 km südöstlich des Fischer-Nunataks auf.
US-amerikanische Wissenschaftler kartierten ihn 1961. Die bulgarische Kommission für Antarktische Geographische Namen benannte ihn 2014 nach dem thrakischen Namen für den Fluss Saslijka im Süden Bulgariens.